# Кристоф Бабац
Кристоф Бабац (Хановер, 3. септембар 1974) је немачки фудбалер везног реда.
До сада је играо у TSV Schulenburg, SV Germania Grasdorf, Hannover 96 и у Hamburger SV-у. 2000. променио је клуб и прешао у FSV Mainz 05. Бабац је заједно са клубом 2004. постигао успех преласка у прву бундеслигу.